# Contract Wars
Contract Wars — відеогра в жанрі шутера від першої особи з елементами RPG, розроблена компанією «AbsoluftSoft». Випуск альфа-версії відбувся 19 березня 2011 року.

## Історія розробки
9 листопада 2010 року Микита Буянов на прізвисько «Trainfender», попередньо залучивши п'ятьох людей у проект, розпочав розробку гри Contract Wars. Головною метою проекту була унікальність. 6 грудня 2010 року відбувся анонс гри в соціальній мережі «ВКонтакті». На ранній стадії розробки у грі використовувалися моделі з інших проектів, через що на початку грудня невідомі компанії почали погрожувати розробникам Contract Wars судом і надсилати залякувальні листи[джерело?]. З самого початку розробники гри неправильно заклали архітектуру проекту, і тому навіть у реліз-кандидаті виникли проблеми.

## Перший запуск
19 березня 2011 року була запущена альфа-версія гри в соціальній мережі «ВКонтакті». 30 березня цього ж року був відкритий новий додаток - «Contract Wars 3D (тренування)» (рос. Contract Wars 3D (тренировка)). 9 квітня AbsolutSoft вирушили на конференцію OGIC, де гра «Contract Wars» отримала нагороду «Найкращий стартап-проект». 13 травня розробники запустили пре-бета-версію гри, також вирушивши на конференцію КРІ. 14 травня Contract Wars отримала нагороду «Найкраща гра без видавця КРІ-2011». 12 серпня «AbsoluftSoft» запустили нову пре-бета-версію гри.
7 січня 2012 розробники запустили бета-версію гри. 12 лютого гру встановили понад 500 тисяч людей. 23 березня вдруге вирушили на виставку відеоігор OGIC. 9 травня кількість установок гри перевищила один мільйон, а 31 жовтня — два мільйони[джерело?].
3 лютого 2013 року гру встановили понад три мільйони людей[джерело?]. 16 березня розробники знову вирушили на виставку OGIC. 9 квітня розробники запустили реліз-кандидат. 9 червня гру встановили понад чотири мільйона людей, а 8 жовтня — п'ять мільйонів[джерело?].
2 березня 2014 року гру встановили понад шість мільйонів людей, 22 вересня — понад сім мільйонів, а 18 травня 2015 року — вісім мільйонів людей. 20 червня розробники запустили гру на Armor Games[джерело?].

## Особливості гри
Гра працювала тільки у браузерах з підтримкою Unity Web Player. Для запуску гри не потрібно було нічого завантажувати, тільки авторизуватися в одній із соціальних мереж, де гра була доступна, і грати. У зв'язку з масовим припиненням Unity Web Player з боку браузерів гра припиняла працювати, й активність дуже різко втрачалась[джерело?]. Але розробники знайшли вихід і на початку 2017 року запустили клієнтську версію гри під назвою CWClient. Вона залишалась тією ж грою, що й раніше, за винятком нової можливості гри людям з різних соціальних мереж на одному сервері. Тепер для гри потрібно було тільки зареєструватися на офіційному сайті гри Contract Wars Client і завантажити клієнтську версію гри.

## Досягнення та нагороди
- Перший багатокористувацький онлайн-шутер, створений пострадянською країною.
- Найкращий шутер, заснований на Unity Web Player.
- «Найкращий стартап-проект» на конференції OGIC (9 квітня).
- "Найкраща гра без видавця КРІ-2011" на конференції КРІ (13 травня).

## Системні вимоги
Мінімальні системні вимоги:
- Процесор: AMD 64 3200+ або Intel Pentium 4 3.0GHz або краще
- ОЗП: 512 Мбайт
- Відеокарта: Shader 2.0 або краще 256 MB nVidia GeForce 6600GT / ATI Radeon 1600XT або краще
- Швидкість інтернет-з'єднання: 2 Мбіт/сек або вище
- Браузер: Internet Explorer 9, Google Chrome, Mozilla Firefox 3

Рекомендовані:
- Процесор: AMD 64 3200+ або Intel Pentium 4 3.0GHz або краще
- ОЗП: 1 Гбайт
- Відеокарта: Shader 2.0 або вище 256 Mb nVidia GeForce 6600GT / ATI Radeon 1600 XT або краще
- Швидкість інтернет-з'єднання: 5 Мбіт/сек або вище
- Браузер: Яндекс.Браузер, Opera, Mozilla Firefox